# IWC International Watch Co.
International Watch Company ili više poznato pod kraticom IWC je švicarska tvornica koja proizvodi luksuzne satove u Schaffhausenu.

## Povijest
- 1868. je američki urar Florentine Ariosto Jones se odlučio u Švicarskoj otvoriti tvrtku koja proizvodi dijelove za satove. Pošto je u tadašnje vrijeme radna snaga u Švicarskoj bila jeftina. I tako bi proizvodnju mogao slati u SAD.
- 2012. IWC u svojem magazinu predstavlja Jeffa i Jacky Clyman, vlasnike američke odjevne tvrtke Cockpit USA koja potom specijalno u počast IWC-u proizvodi ograničenu seriju pilotske kožne jakne oznake "G-1 IWC Aviator's flight jacket".

## Vanjske poveznice
- http://www.iwc.ch